# Liste der Monuments historiques in Garlan
Die Liste der Monuments historiques in Garlan führt die Monuments historiques in der französischen Gemeinde Garlan auf.

## Liste der Bauwerke
| Bezeichnung        | Beschreibung                              | Standort | Kennzeichnung | Schutzstatus | Datum | Bild           |
| ------------------ | ----------------------------------------- | -------- | ------------- | ------------ | ----- | -------------- |
| Manoir de Kervézec | Herrenhaus, erbaut ab dem 16. Jahrhundert | (Lage)   | PA00090482    | Inscrit      | 1990  | weitere Bilder |

## Liste der Objekte
- Monuments historiques (Objekte) in Garlan in der Base Palissy des französischen Kultusministeriums